# SAR 21
Le SAR-21 est le fusil d'assaut de l'armée de Singapour, où il remplace progressivement les M16, les SAR 80 et les SR 88. Il utilise la munition standard 5,56 mm OTAN.

## Histoire
Le  SAR-21 a été présenté pour la première fois en 1999. Il sera d'abord adopté par l'Armée nationale de Singapour, avant d'être proposé à l'exportation (Bangladesh). Actuellement, il est utilisé par les unités SWAT des polices d'État de l'Alabama et du Kentucky, aux États-Unis, et par la garde royale du Maroc.

## Description
Comme nombre de fusils d'assaut contemporains, le SAR-21 est d'architecture bullpup. Il en existe deux versions :
- La version standard dispose d'une lunette de série intégrée au guidon qui offre un zoom de 1.5x, ce qui permet un tir plus précis et l'augmentation de l'allonge du fusil, mais qui conserve toutefois un viseur de secours conventionnel. Un système de visée laser est incorporé dans le garde-main, livré avec toutes les armes, et peut le cas échéant opérer dans le spectre infrarouge. Le point d'impact apparaissant dans la lunette de visée reste ainsi invisible pour la cible. Ce module peut toutefois laisser place à divers équipements, du lance grenade de 40 mm à la lampe tactique ou à la poignée frontale ;
- Le SAR-21 RIS est doté de quatre rails Picatinny, permettant de monter n'importe quel type d'équipement sur l'arme. L'un est situé en lieu et place du guidon, tandis-que les trois autres, installés à la place de la garde, permettent de monter des équipements en dessous et sur les côtés du fusil.

Le SAR-21 dispose de deux modes de tir : semi-automatique et automatique. Ses cartouches sont contenues dans des chargeurs en polymère de 30 coups. Ce fusil est polyvalent et semble fiable, mais son sélecteur de tir est très mal placé et il n'est pas ambidextre, car l'éjection des étuis, à droite au niveau de la joue du tireur, interdit aux gauchers de l'utiliser.

## Utilisateurs
- Singapour : Fusil standard des forces armées régulières et des forces spéciales ;
- Bangladesh : Unités de forces spéciales ;
- Brunei : Armée nationale du Brunei ;
- États-Unis: Unités SWAT de la police en Alabama et au Kentucky.
- Indonésie : Unités parachutistes ;
- Maroc : Armée royale marocaine ;
- Pérou : Certaines unités d'infanterie et les forces spéciales utilisent le SAR-21.

## Culture populaire
- Le SAR 21 est le fusil d'assaut de l'Armée Populaire de Corée dans le jeu vidéo Homefront: The Revolution.